# Verband (Verkehr)
Mehrere Fahrzeuge bilden gemeinsam einen Verband, wenn sie als Ganzes am Verkehr teilnehmen. Bezüglich der Verkehrsregeln (Verhaltensmaßregeln) gelten sie als ein Fahrzeug. Sinn und Zweck ist die ungehinderte Fortbewegung bei Einhaltung des Verbandes.
Verbände sind im Schienenverkehr, Straßenverkehr, in der Luftfahrt und in der Schifffahrt üblich. 

## Schienenverkehr

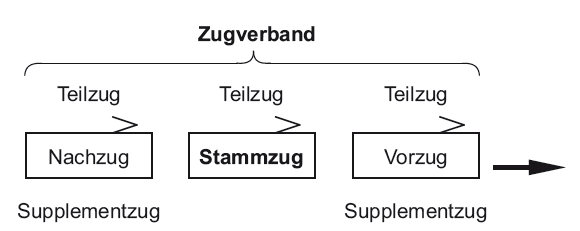
Der Zugverband besteht aus Teilzügen. Diese können Vor-, Stamm- oder Nachzug sein.

In der Schweiz werden mehrere im Zugfolgebetrieb mit Fahrt im Sichtabstand verkehrende Teilzüge als Zugverband bezeichnet. Diese Betriebsform wird bei einigen Zahnradbahnen angewandt.

## Schifffahrt

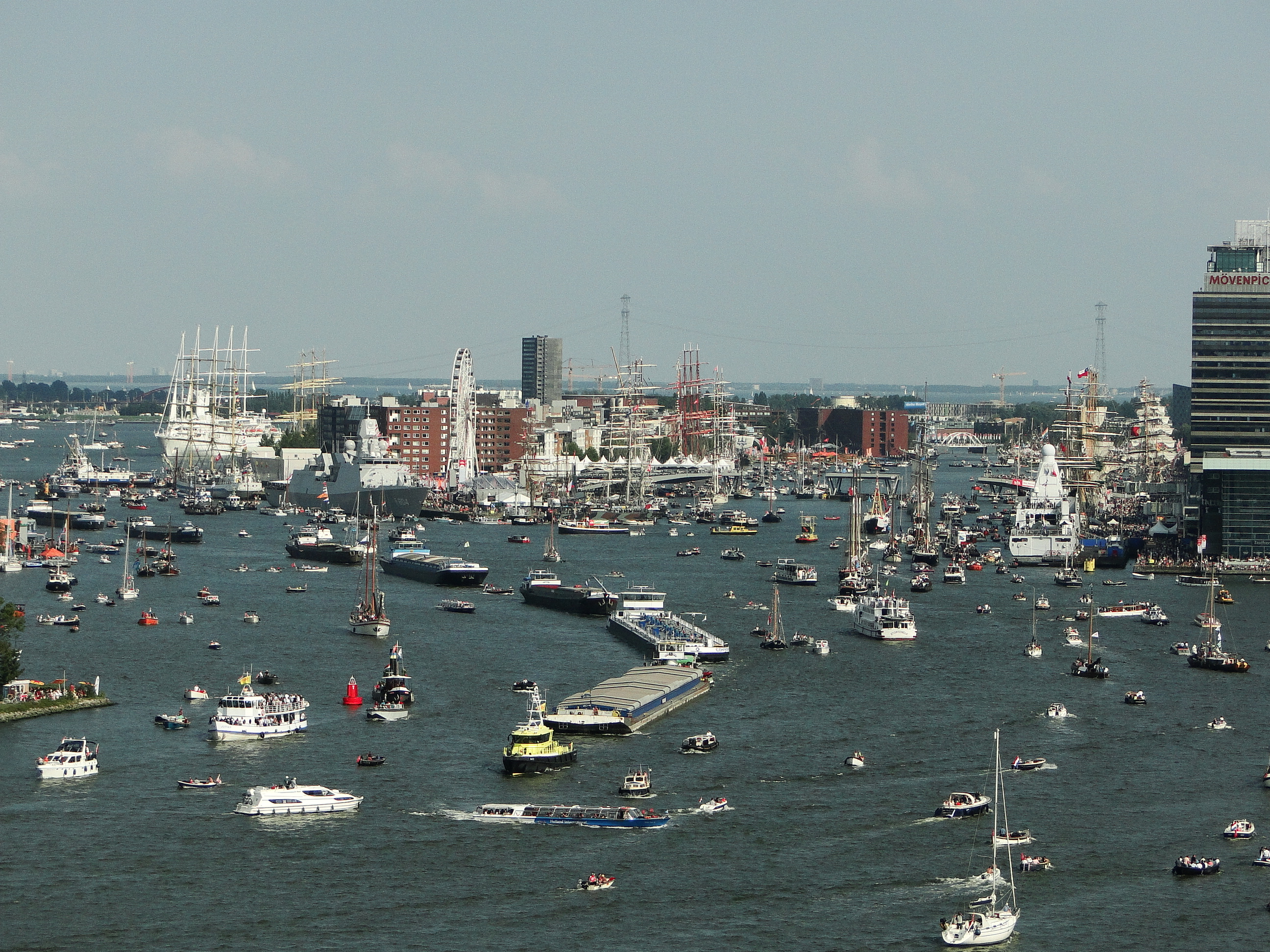
Frachtschiffe passieren die Amsterdamer Innenstadt während einer Großveranstaltung zu Wasser im Verband um das Unfallrisiko zu minimieren

Zur gemeinsamen Abwehr von Gefahren auf See, zum Beispiel durch Piraterie oder Kaperei, wurden seit frühester Zeit Verbände als Konvois oder später Geleitzüge gebildet. Konvoischiffe konnten Handelsschiffe mit stärkerer Bewaffnung sein oder auch Kriegsschiffe mit der speziellen Aufgabe des Schutzes der Handelsschiffe.
In der Binnenschifffahrt werden Schubverbände oder so genannte Schiffszüge gebildet.